# George Vancouver

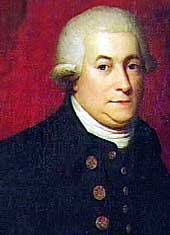
George Vancouver

George Vancouver, född 22 juni 1757 i King's Lynn i Norfolk, död 12 maj 1798 i Petersham i Richmond, London, var en brittisk upptäcktsresande och sjöofficer i Royal Navy. Han seglade med kapten James Cook på dennes andra och tredje resa och utförde forskningsarbeten i såväl Australien som Nya Zeeland, men är mest känd för sina utforskningar av Nordamerika, framför allt kusten vid Oregon, Washington och British Columbia. Han har därför bland annat gett den kanadensiska staden Vancouver, Vancouver Island och Vancouver, Washington sitt namn.

## Vancouverexpeditionen
Vancouver beordrades år 1791 att med två fartyg, Discovery och Chatham, avgå till nordvästra kusten av Nordamerika, dels för att undersöka den ifrån 30° nordlig bredd, dels för att skydda engelsmännens fiske och det engelska nybygge, som redan uppstått vid Nootka-sundet, mot spanjorerna, vilka förgripit sig på engelsmännen. Han avseglade från England den 3 februari 1791, passerade Kap och gick genom sundet mellan Île Saint-Paul och Île Amsterdam i Indiska oceanen, samt anlände till sydvästra hörnet av Australien den 24 september. Han följde den södra kusten mycket nära från Kap Chatham till King George Sound, där han dröjde någon tid. Härifrån styrdes mot van Diemens land (nuvarande Tasmanien) och sedan till Dusky bay på Nya Zeeland, vars södra del han kringseglade och upptäckte Snareöarna, medan befälhavaren på hans andra fartyg, löjtnant William Robert Broughton, upptäckte Chathamöarna eller Wharekauri-öarna.
Över Tahiti och Sandwichöarna begav han sig nu mot sitt mål Amerikas kust, som han nådde den 17 september 1792 vid 39° 27' nordlig bredd. Efter Cook hade flera sjöfarare besökt dessa trakter, utom spanjorerna och Jean-François de La Pérouse även flera engelska kaptener, bland andra John Meares och George Dixon, och samtidigt med Vancouver var spanjoren Don Alessandro Malaspina ute på en märklig forskningsresa i samma farvatten. Men ingen av dem kan jämställas med Vancouver. Han konstaterade vad några av hans föregångare förmodat, att mellan 48 och 59° nordlig bredd, där man förut antagit ett fastland, fanns ett vimmel av större och mindre öar. Helt nära Juan de Fucasundet mötte han ett amerikanskt fartyg under befäl av Robert Gray, som omtalade att han upptäckt mynningen av en stor flod på 46° 10' (Columbiafloden), vilken även Vancouver iakttagit, samt gav anvisning på inloppet till Fuca-sundet. Hit kom Vancouver den 29 april 1792 och seglade in i sundet till Port Townsend samt trängde härifrån ned i den mot söder gående vik, som han kallade Admiralty Inlet, och vars sydligaste del efter en av hans löjtnanter fick namnet Puget Sound. Båda dessa namn samt flera andra som Vancouver gav platser i området finns ännu kvar, men oftast kallas nu hela viken Puget Sound. Det breda sundet öster om Vancouver Island kallade han Georgiasundet, som det heter ännu. Här mötte han den 22 juni två av Don Malaspinas fartyg. 
Dessa hade besökt Georgiasundets norra del, där namnen Valdes Island, Malaspina-sundet, Rosario-sundet m. fl. ännu påminner om dem. De båda sjöfararna meddelade varandra sina iakttagelser, och det framgår av dem, att spanjorerna icke observerat den smala kanal, Johnstone Strait, som förenar Georgiasundet med Queen Charlotte Strait. Denna upptäcktes i början av juli av en av Vancouvers officerare, vars namn den bär, och härigenom upptäcktes att Vancouver Island inte var en del av fastlandet. Genom Johnstone Strait framträngde Vancouver till Queen Charlotte Strait, vilket 1786 fått detta namn av en engelsk kapten. Han seglade vidare utefter kusten till Calvert Island, men återvände därpå mot söder, varvid han besökte Nootka, Columbiaflodens mynning och San Francisco Bay samt gick sedan till Sandwichöarna, där vintern tillbringades. Följande vår (1793) fortsattes upptäckterna norr om Calvert Island till mellan 56 och 57° nordlig bredd, varunder alla öar och fjordar kartlades. Även vintern 1793-94 uppehöll han sig på Sandwichöarna, och på sommaren 1794 fortgick kartläggningen av Tlingitöarna och kusten ända till Prince William Sound. Därefter styrde han utför Amerikas västra kust, förbi Kap Horn och ankrade i Themsen den 20 oktober 1795.
Vancouvers stora förtjänst är att på ett utmärkt sätt ha genomforskat och kartlagt Nordamerikas västra kust från San Francisco Bay till Prince Willams Sound med dess många öar och fjordar. Han var inte utan föregångare i detta arbete, men först genom hans upptäckter blev de partiella kartor, som man förut ägde, förenade till ett helt, och de stora sträckor, som förut varit okända, blev nu upptagna på kartan.